# Iván Campo
Iván Campo Ramos (ur. 21 lutego 1974 w San Sebastián) – hiszpański piłkarz narodowości baskijskiej grający na pozycji obrońcy lub defensywnego pomocnika. Występował w Ipswich Town, Boltonie Wanderers, CD Logroñés, Deportivo Alavés, Valencii, Realu Valladolid, RCD Mallorca i Realu Madryt. W grudniu 2009 Campo uzgodnił warunki kontraktu z drugoligowym cypryjskim AEK-iem Larnaka.
Cztery razy wystąpił w reprezentacji Hiszpanii, był powołany do kadry na Mistrzostwa Świata 1998. Zadebiutował 25 marca 1998 w zwycięskim 4:0 towarzyskim meczu ze Szwecją.